# Pariška mirovna konferencija 1919.
Pariška mirovna konferencija 1919. godine je bila konferencija koju su organizirali pobjednici u Prvom svjetskom ratu kako bi ustanovili mirovne sporazume između Saveznika i poraženih Središnjih sila. Konferencija je otvorena 18. siječnja 1919. godine i trajala je do 21. siječnja 1920. godine s nekoliko prekida.

## Događanja
Pariška mirovna konferencija započela je 18. siječnja 1919. godine. Predsjednik Woodrow Wilson imao je veliku ulogu na konferenciji, a sudionici konferencije uglavnom su se pridržavali odredbi Wilsonovih 14. točaka. Glavna joj je zadaća bila dogovoriti uvjete mirovnih ugovora s poraženim zemljama u Prvom svjetskom ratu i uspostaviti mir u Europi. Do srpnja 1919. godine konferencijom su dominirala "velika četvorka" - predstavnici Francuske, Italije, SAD-a i Velike Britanije. Bili su to Georges Clemenceau, Vittorio Orlando, Woodrow Wilson i David Lloyd George. Usmjeravali su rad konferencije i donosili odluke. Nakon srpnja 1919. godine, odluke je donosilo Vijeće šefova izaslanstava zemalja pobjednica sastavljeno od ministarstava vanjskih poslova, a ono je vođeno interesima velikih europskih sila zanemarilo odredbe Wilsonovih 14 točaka. Nisu se složili oko ispunjenja uvjeta Londonskog ugovora. Većina zemalja pobjednica nastojala je prigrabiti što više novca od reparacije, a američki je Kongres odlučio povući svoga predstavnika s Pariške mirovne konferencije. Stoga je američka vlada s poraženim državama morala sklapati posebne mirovne ugovore.

## Mirovni ugovori
Sa svakom je članicom poraženih Središnjih sila pregovarano posebno. A s Austrijom i Mađarskom, državama koje su smatrane sljedbenicama poražene Austro-Ugarske Monarhije pregovori su također vođeni zasebno.
Sve su poražene države smjele imati ograničeni broj vojnika; oduzeti su im teritoriji; dio teritorija koje nisu dobile novonastale zemlje ili zemlje pobjednice zaposjele su međunarodne snage, a Njemačkoj su nametnute reparacije.
Mađarskoj je oduzeto oko 60% područja i priključeno Austriji, Čehoslovačkoj, Državi Slovenaca, Hrvata i Srba te Rumunjskoj. Rumunjskoj je priključen gotovo cijeli Erdelj, u kojemu je do tada živjelo nekoliko milijuna Mađara i Nijemaca, koji su protjerani u druge krajeve Mađarske, Austrije i Njemačke.

### Pregled mirovnih ugovora potpisanih s poraženim zemljama
| Zastava države | Država   | Mjesto i vrijeme potpisivanja ugovora | Teritorijalni gubici                                                               | Veličina vojske | Posebne odredbe                                              |
| -------------- | -------- | ------------------------------------- | ---------------------------------------------------------------------------------- | --- | ------------------------------------------------------------ |
|                | Austrija | St. Germain 10. rujna 1919.           | 70% teritorija koji je imala u Austro-Ugarskoj                                     | do 30 000 vojnika | strogo zabranjeno ujedinjenje s Njemačkom                    |
|                | Bugarska | Neuilly 27. studenog 1919.            | Zapadna Trakija, Dobrudža dijelovi uz granicu s Kraljevinom SHS                    | do 20 000 vojnika |                                                              |
|                | Mađarska | Trianon 4. lipnja 1920.               | 60% područja koji je imala u Austro-Ugarskoj                                       | do 35 000 vojnika |                                                              |
|                | Njemačka | Versailles 28. lipnja 1919.           | Alsace i Loirrane, dijelovi teritorija pripojeni Poljskoj, Belgiji i Čehoslovačkoj | do 100 000 vojnika i 1500 časnika u mornarici; zabranjeno teško topništvo, tenkovi, zrakoplovi, bojni otrovi, podmornice, većina ratnih brodova | zaposijedanje Rajnskog i Saarskog područja na 15 godina      |
|                | Turska   | Sevres 10. kolovoza 1920.             | svedena na Anadoliju i uski europski pojas oko Carigrada                           | | odredbe mirovnog ugovora izmijenjene u Lausanni 1923. godine |

## Vanjske poveznice
- Charles T. Evans NVCC|Info  Arhivirana inačica izvorne stranice od 13. svibnja 2006. (Wayback Machine)
- Excerpt and reviews of Paris 1919: Six Months That Changed The World by Margaret MacMillan ISBN 0-375-76052-0 (softcover), ISBN 0-375-50826-0 (hardcover)